# Partido Comunista de Cantabria
El Partido Comunista de Cantabria es la organización regional del Partido Comunista de España en Cantabria.
El partido fue inscrito en el registro de partidos políticos del Ministerio del Interior el 13 de noviembre de 1986.